# Norbello
Norbello település Olaszországban, Szardínia régióban, Oristano megyében. Lakosainak száma 1121 fő (2023. január 1.). Norbello Aidomaggiore, Ghilarza, Santu Lussurgiu, Abbasanta és Borore községekkel határos.

## Népesség
A település lakossága az elmúlt években az alábbi módon változott:
| Lakosok száma | 1231 | 1307 | 1121 |
|               | 2017 | 2018 | 2023 |